# Benjamin Simons
Benjamin Simons é um físico britânico.
Trabalha nos campos da física da matéria condensada e biofísica. É atualmente professor de física teórica no Laboratório Cavendish da Universidade de Cambridge. Em 2001 foi laureado com a Medalha Maxwell.